# Egzekucja uliczna w Leśnej Podlaskiej (1943)
Egzekucja uliczna w Leśnej Podlaskiej (1943) – publiczna egzekucja dokonana przez okupantów niemieckich w dniu 17 grudnia 1943 r. w Leśnej Podlaskiej na 18 obywatelach polskich. Egzekucja została wykonana na bezpośredni rozkaz Maksa Kubina, ówczesnego kierownika ekspozytury policji i służby bezpieczeństwa w Białej Podlaskiej.

## Przebieg egzekucji
W dniu 17 grudnia 1943 r. w godzinach południowych odbyła się w Leśnej Podlaskiej egzekucja zakładników, których imiona i nazwiska podane zostały w obwieszczeniu Dowódcy Policji Bezpieczeństwa i SD na okręg Lubelski w dniu 23 listopada 1943 r. Skazani zostali przywiezieni z aresztu w Białej Podlaskiej samochodem ciężarowym pod silną eskortą. Na miejsce egzekucji spędzono ludność z okolicznych wsi. Do zebranych przemówił Maks Kubin, ostrzegając i grożąc, że śmierć czeka każdego, kto ośmieli się występować przeciwko władzom okupacyjnym. Następnie zakneblowanych skazanych, którzy mieli związane ręce, ustawiono grupami, po sześciu w każdej i rozstrzelano. Zwłoki wrzucono do samochodu i zawieziono do Białej Podlaskiej.
Była to kolejna publiczna egzekucja w powiecie bialskim wykonana z rozkazu Maksa Kubina, mająca na celu zastraszenie miejscowej ludności. Poprzednie dwie odbyły się 13 i 23 listopada w Białej Podlaskiej na Placu Wolności.